# Jaupaci
Jaupaci é um município brasileiro do estado de Goiás.

## História
A data de aniversário de Jaupaci é 10 de abril, mas data oficial de criação do município é 14 de novembro.
Em 1948, chega ao então PACU, garimpo localizado às margens do Rio Claro, um tal João Paraíba, com sua esposa Dirce e 4 filhos pequenos, vindos de Barra do Garças MT. Este além de garimpar resolve dar inicio a um povoado, plantação de lavoura e criação de poucos animais; sempre advertido por todos sobre um tal de TURCO proprietário daquelas terras, que deixara sob a responsabilidade de Israel Amorim (proprietário de terras na região e mandatário político em Iporá, e, grande parte do oeste goiano); o vilarejo começa a crescer, até que, belo dia, eis que chega à casa de João Paraíba (JP), uma comitiva composta de um fazendeiro bem destacado e alguns capangas. Ao se aproximarem indagam sobre JP que estaria enriquecendo em suas terras, já que Israel Amorim não estava tomando conta de nada. Convidado para entrarem em casa para conversarem, o Turco se surpreende com a presença de D. Dirce, e indaga: Menina o que você está fazendo aquí?? (pois a conhecia desde criança, já que tinha também fazendas em MT onde era vizinho do pai de D. Dirce, sr. Olegário), a surpresa foi tanto que o TURCO ficou sem reação; se dispondo a doar terras em sua propriedade para continuidade da construção de uma cidade; se comprometendo também em falar com Israel Amorim para nomear D. Dirce como professora no município de Iporá, para dar aula à criançada, coisa que ela já fazia de maneira informal, e agora viria ser oficial, onde esta mais tarde se tornou funcionária do estado, aposentando após 35 anos de serviço. JP não usurpou demarcar terras para si, mas cuidou de trazer parentes e amigos de MT para engrossar as fileiras de crescimento da cidade, que para os padrões da época foi significativo; trazendo para a região comerciantes e diversos fazendeiros. Na década de 1950 as lideranças políticas, sobretudo dirigidas por Geraldo de Oliveira, líder político que passaria para a história como o fundador da cidade, emancipada já em 1958 com o nome Jaupaci, escolhido em concurso com a participação popular, concurso este, vencido por uma jovem adolescente por codinome "Vezinha". Nome composto por designação de prefixos de parte de trechos do RIO CLARO: JAu, PAcu e CIpo (autora que também ficaria fora da história da cidade). JP ainda chegou a ser vereador na cidade, deu nome a uma praça e na velhice foi homenageado pela Câmara de Vereadores.  Por motivos éticos pessoais mudara em 1962 para Iporá, depois para Anápolis e posteriormente em 1975 para Brasília, onde viria morrer em 2006 aos 96 anos de idade, pai de 14 filhos e com uma prole de 75 netos, bisnetos e até um tataraneto.

## Educação
No ano de 1960, no primeiro mandato do prefeito Geraldo de Oliveira, foram construídas 4 salas de aula e passou-se de Escola Isolada Getúlio Vargas para Grupo Escolar Getúlio Vargas. Em 1962 houve um temporal que destruiu as telhas e madeiras então, o  Prefeito Geraldo de Oliveira aproveitando a reforma aumentou mais 02 salas de aula que foram inauguradas no mês de março de 1963.

## Geografia
Sua população em 2022 foi estimada em 2.924 habitantes.
A cidade é de clima tropical é banhada pelo rio Claro que segue  sendo uma das atrações turísticas da cidade, de junho a agosto é a principal atração que favorece o comércio local.É formada uma praia de areia branca, com sinalizadores e um espaço de respeito ao meio ambiente com lixeiras, com barracas com água de coco e vários alimentos e bebidas, o que atrai pessoas de todas as partes do Estado.